# Okres Sokolov
Sokolov (Duits: Falkenau an der Eger) is een district (Tsjechisch: Okres) in de Tsjechische regio Karlsbad. De hoofdstad is Sokolov. Het district bestaat uit 38 gemeenten (Tsjechisch: Obec).

## Lijst van gemeenten
De obce (gemeenten) van de okres Sokolov. De vetgedrukte plaatsen hebben stadsrechten. De cursieve plaatsen zijn steden zonder stadsrechten (zie: vlek).
Sokolov - Březová - Bublava - Bukovany - Citice - Dasnice - Dolní Nivy - Dolní Rychnov - Habartov - Horní Slavkov - Chlum Svaté Maří - Chodov - Jindřichovice - Josefov - Kaceřov - Krajková - Královské Poříčí - Kraslice - Krásno - Kynšperk nad Ohří - Libavské Údolí - Loket - Lomnice - Nová Ves - Nové Sedlo - Oloví - Přebuz - Rotava - Rovná - Staré Sedlo - Stříbrná - Svatava - Šabina - Šindelová - Tatrovice - Těšovice - Vintířov - Vřesová

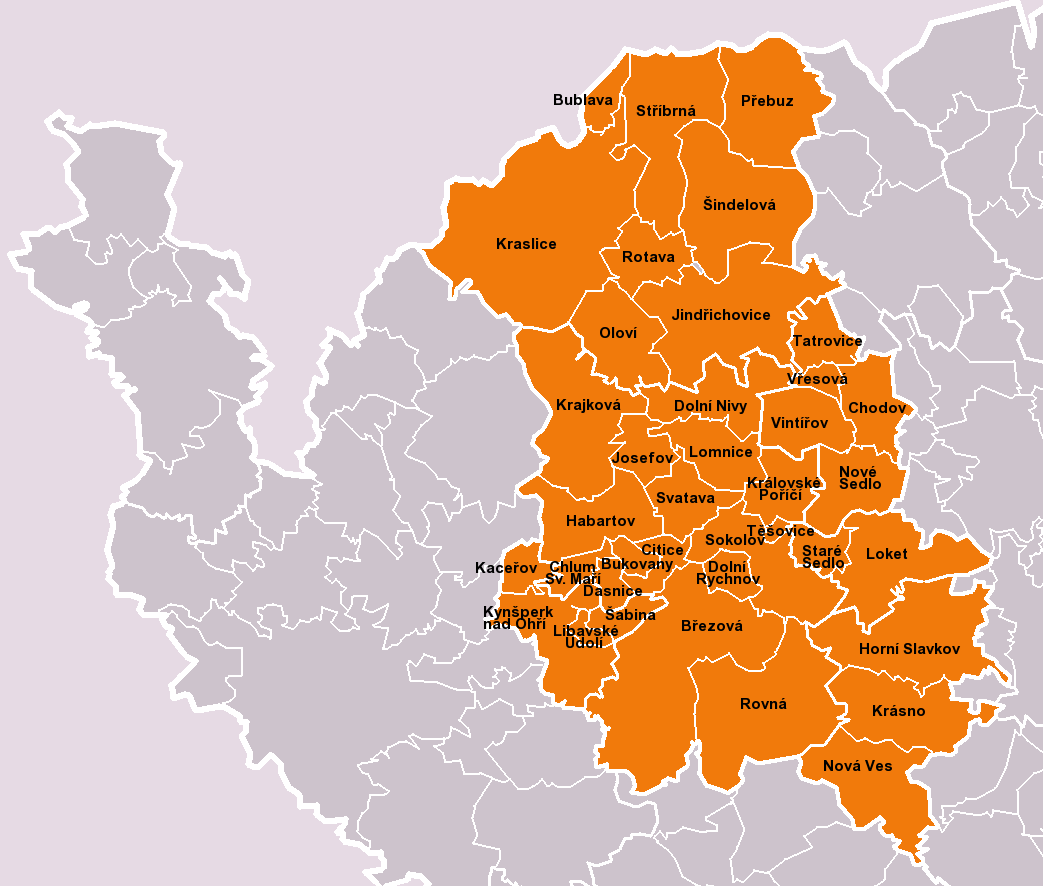
Gemeenten van okres Sokolov

Cheb · Karlsbad · Sokolov